# Lasionycta frigida
Lasionycta frigida es una especie de mariposa nocturna de la familia Noctuidae. Vive en un sector restringido en las Montañas Rocosas de Alberta. Es posible que también esté presente en el Yukón y Alaska.
Su hábitat es bosque mixto en microclimas fríos.
La envergadura es de 26 mm para los machos y de 27 mm para las hembras. Los adultos vuelan a mediados de julio.
- Datos: Q10784953
- Multimedia: Lasionycta frigida / Q10784953
- Especies: Lasionycta frigida